# Двойница (приток Чёрной Холуницы)
Двойница — река в России, протекает в Омутнинском районе Кировской области. Устье реки находится в 73 км по левому берегу реки Чёрная Холуница. Длина реки составляет 10 км.
Исток реки на Верхнекамской возвышенности в 12 км к юго-западу от посёлка Чёрная Холуница. Река течёт на северо-восток по ненаселённому, заболоченному лесному массиву. Впадает в боковой залив Чернохолуницкого пруда южнее посёлка Чёрная Холуница.

## Данные водного реестра
По данным государственного водного реестра России относится к Камскому бассейновому округу, водохозяйственный участок реки — Вятка от истока до города Киров, без реки Чепца, речной подбассейн реки — Вятка. Речной бассейн реки — Кама.
Код объекта в государственном водном реестре — 10010300212111100030450.